# Guvcview
Guvcview (GTK+ UVC Viewer) — компьютерная программа для работы с веб-камерами, выполняющая функции фотографирования и видеосъёмки. Guvcview работает с веб-камерами, использующими протокол передачи видео UVC, и поддерживаемыми драйвером UVC для операционной системы Linux, или программой Video4Linux (V4L2).

## Функции

### Общие настройки
- Оптическое разрешение, измеряемое в пикселях.
- Фокусное расстояние (если поддерживается камерой).
- Светодиодная подсветка (при её наличии).
- Цветовая модель — MJPG, RGB / BGR, YUV (YU12 и YV12).
- Яркость, контрастность, насыщенность, цветовая температура баланса белого цвета (автоматическая или ручная установка 0—10000 K), усиление, учёт частоты излучения света (50, 60 Гц, в зависимости от электросети, или без учёта), резкость, компенсация ярких участков, экспозиция (автоматическая, ручная, с приоритетом выдержки или диафрагмы), выдержка (в миллисекундах), режим частоты кадров.
- Автоматическа нумерация названий сохраняемых файлов.
- Выбор места для сохранения.
- Эффекты изображения: отражение по горизонтали и вертикали, негатив, в чёрно-белых тонах, мозаика, «частицы».
- Сохранение настроек в создаваемых профилях, а также восстановление начальных настроек, используемых по умолчанию.

### Фотографирование
Настраиваемые параметры:
- Форматы изображений — JPEG, BMP, PNG, Raw.

### Видеосъёмка
Настраиваемые параметры:
- Видеокодек — MJPEG, YUY2 (несжатый YUV), RGB (несжатый BMP), MPEG-1, FLV1 (H.263), WMV (VC-1), MPEG-2, MP4 V3, MPEG-4 ASP, MPEG-4 AVC (H.264).
- Формат видео (медиаконтейнер) — AVI или MKV.
- Частота кадров в секунду — 5, 10, 15, 20, 25, 30.
- Отображение в интерфейсе программы текущего значения частоты кадров (в строке заголовка окна).

#### Настройки звука
Настройки звука доступны при наличии подключенного к компьютеру микрофона.
- Выбор устройства ввода звука (микрофона).
- Выбор аудио-API — PulseAudio или PortAudio[англ.].
- Частота дискретизации — 8000—96000 Гц.
- Значение битрейта (Кбит/c)
- Количество каналов — 1 (моно) или 2 (стерео, при наличии стереомикрофона).
- Аудиоформат — PCM (несжатый звук с глубиной дискретизации 16 бит), MPEG-2, MP3, AC3, AAC Low.
- Эффекты — эхо, реверберация, фузз, «квакушка», «утёнок».
- Отключение звука.
- Отображение в интерфейсе программы уровня громкости звука (измеритель уровня звука) во время записи видео.

## Используемые программные компоненты
- GTK+2 — до версии guvcview 1.5.0, и GTK+3 начиная с guvcview 1.5.1.
- JACK Audio Connection Kit.
- UVC[англ.] драйвер для Linux, который в настоящее время включён в ядро Linux[6].
- Video4Linux (V4L2)
- Libavcodec (также в составе FFmpeg).
- Аудио-API — PulseAudio или PortAudio[англ.].
- Oil Runtime Compiler (ORC).